# NGC 5127
NGC 5127 este o liner situată în constelația Câinii de Vânătoare. A fost descoperită în 13 martie 1785 de către William Herschel. Se află la o distanță de 72,55 de megaparseci de Pământ.